# Паллестранг, Александр
Алекса́ндр Па́ллестранг (нем. Alexander Pallestrang; род. 4 апреля 1990, Брегенц, Австрия) — австрийский профессиональный хоккеист, защитник клуба «Ред Булл» (Зальцбург). Игрок сборной Австрии по хоккею с шайбой.

## Карьера
Профессиональную карьеру Александр Паллестранг начал в клубе «Фельдкирх». В 2008 году перешёл в клуб «Блэк Уингз Линц». С 1 мая 2010 года является игроком зальцбургского «Ред Булла». За сборную Австрии выступал на юниорских и молодёжных чемпионатах мира. 16 декабря 2010 года дебютировал за взрослую сборную Австрии в матче против команды Норвегии.